# Šeganje
Šeganje är en ort i Bosnien och Hercegovina.   Den ligger i entiteten Republika Srpska, i den östra delen av landet, 80 km öster om huvudstaden Sarajevo. Šeganje ligger 342 meter över havet och antalet invånare är 330.
Terrängen runt Šeganje är kuperad åt sydost, men åt nordväst är den bergig. Šeganje ligger nere i en dal. Närmaste större samhälle är Višegrad, 0,80 km nordväst om Šeganje. 
I omgivningarna runt Šeganje växer i huvudsak blandskog. Runt Šeganje är det ganska tätbefolkat, med 67 invånare per kvadratkilometer.